# Острів Скрипльова
О́стрів Скрипльо́ва (рос. Остров Скрыплёва) — невеликий острів в затоці Петра Великого Японського моря. Знаходиться за 1,6 км на північний схід від острова Руського (півострів Житкова) та за 3,2 км на південь від материка (півострів Басаргіна). Знаходиться у східному вході протоки Босфор Східний. Адміністративно належить до Фрунзенського району Владивостока Приморського краю Росії.

## Географія
Острів витягнутий із північного заходу на південний схід на 200 м, максимальна ширина становить 120 м. В рельєфі виділяються 2 частини — північна коса та південне плато, обмежене скелястим берегом. З півночі узбережжя вкрите гальковими пляжами. З півдня, сходу та заходу високі береги стрімко обриваються до моря відвісними скелями. На півдні є невеликий пляж. На північному кінці острова знаходиться напівзамулена іржава баржа, вказівник напрямків та відстаней до міст та невелике кладовище домашніх тварин. Там, де починається підвищення знаходиться напівзруйнована казарма, на височині — будівля маяка, житлові та господарські будівлі родини маячника.
Дерев на острові немає, поширені лише трава та чагарники. Хоч ґрунтовий покрив на острові невеликий, але родина маячника має власний город. Раніше вони тримали корову, а сіно возили човнами із сусіднього Руського. Вода для технічних потреб збирається дощова. Раз за місяць сюди припливає службовий катер, а для екстрених потреб є моторний човен. На сьогодні острів та навколишня акваторія знаходяться під охороною.

## Історія
Острів названий на честь К. Г. Скрипльова — командира корвета «Новік», який проводив гідрографічне дослідження в затоці Петра Великого 1862 року. На острові знаходиться чи не найстаріший маяк, закладений ще 1865 року, який і до сьогодні слугує надійним орієнтиром для всіх суден, які йдуть до Владивостока. Маяк та острів залишаються однією з візитівок міста. При маяку є радіомаяк та наутофон.